# Argenteuil (Manet)
Argenteuil es un cuadro del pintor francés Édouard Manet. Data de 1874. Se trata de una pintura al óleo sobre lienzo, que mide 149 centímetros de alto y 115 cm de ancho. Actualmente se conserva en el Museo de Bellas Artes de Tournai (Bélgica).
Argenteuil estaba destinado al Salón de París de 1875. El cuadro representa a un remero, para quien tomó como modelo a su cuñado Rudolf Leenhoff, en compañía de una mujer joven desconocida, al borde del Sena, en Argenteuil, (Val-d'Oise). Se trata, dentro de la historia del arte de una de las primeras obras que merecen plenamente el calificativo de impresionista, tanto por razón del tema naturalista como por su factura audaz, destacando el azul chillón del río. Es una de las obras más impresionistas de Manet.
Argenteuil forma parte de los lienzos que Manet ejecutó en sus frecuentes visitas a Claude Monet, que habitaba en este pueblo entonces a las afueras de París. De hecho, varios impresionistas vivían por la zona: Monet en Argenteuil, Caillebotte en Petit-Gennevilliers, Manet en Gennevilliers en verano, y Renoir solía reunirse con ellos. En estos cuadros se muestra la tendencia, iniciada en 1872 de acercarse estilísticamente a Monet y Renoir, por los temas y los colores más claros.